# Strážne
Strážne est un village de Slovaquie situé dans la région de Košice.

## Histoire
Première mention écrite du village en 1310.
La localité fut annexée par la Hongrie après le premier arbitrage de Vienne le 2 novembre 1938. En 1938, on comptait 783 habitants. Elle faisait partie du district de Sátoraljaújhely (hongrois : Sátoraljaújhelyi járás). Le nom de la localité avant la Seconde Guerre mondiale était Strážné/Örös. Durant la période 1938 - 1944, le nom hongrois Örös était d'usage. À la libération, la commune a été réintégrée dans la Tchécoslovaquie reconstituée.

## Démographie

### Évolution de la population
| Année:               | 1994. | 2004.   | 2014.   | 2024.   |
| -------------------- | ----- | ------- | ------- | ------- |
| Nombre de personnes: | 716   | 686     | 625     | 566     |
| Différence:          |       | -4,18 % | -8,89 % | -9,44 % |

| Année:               | 2023. | 2024.   |
| -------------------- | ----- | ------- |
| Nombre de personnes: | 585   | 566     |
| Différence:          |       | -3,24 % |